# Barum Czech Rally Zlín 2011
41. Barum Czech Rally Zlín 2011 byla sedmou soutěží Intercontinental Rally Challenge 2011, sedmou soutěží Mistrovství Evropy v rallye 2011 a šestou soutěží Mezinárodního mistrovství České republiky v rallye 2011. Soutěž se konala 26. až 28. srpen 2011 a měla 15. asfaltových rychlostních zkoušek.

## Úvod
Soutěž začala již v pátek ráno, kdy se jel shakedown. V odpoledních hodinách se konal slavnostní start ve Zlíně a v noci odstartovala 1. zkouška soutěže v centru Zlína. V sobotu se jelo 8. rychlostních zkoušek, které měřily 124,04 km. Nedělní a poslední etapa měla 6. rychlostních zkoušek, které měřily 115,08 km.

## Výsledky
Vítězem se stal domácí jezdec Jan Kopecký, která porazil Belgičana Freddyho Loix o 1,2 sekundy (nejmenší rozdíl mezi vítězem a druhým místem v historii Intercontinental Rally Challenge).

### Celkově
| Poz. | Jezdec               | Spolujezdec       | Auto                    | Čas       | Rozdíl  | Body |
| ---- | -------------------- | ----------------- | ----------------------- | --------- | ------- | ---- |
| 1.   | Jan Kopecký          | Petr Starý        | Škoda Fabia S2000       | 2:15:51,7 |         | 25   |
| 2.   | Freddy Loix          | Fréderic Miclotte | Škoda Fabia S2000       | 2:15:52,9 | +1,2    | 18   |
| 3.   | Juho Hänninen        | Mikko Markkula    | Škoda Fabia S2000       | 2:16:29,1 | +37,4   | 15   |
| 4.   | Thierry Neuville     | Nicolas Gilsoul   | Peugeot 207 S2000       | 2:17:51,3 | +1:59,5 | 12   |
| 5.   | Andreas Mikkelsen    | Ola Floene        | Škoda Fabia S2000       | 2:17:57,4 | +2:05,7 | 10   |
| 6.   | Toni Gardemeister    | Tapio Suominen    | Škoda Fabia S2000       | 2:19:34,9 | +3:43,2 | 8    |
| 7.   | Craig Breen          | Gareth Roberts    | Ford Fiesta S2000       | 2:19:39,1 | +3:47,4 | 6    |
| 8.   | Roman Kresta         | Petr Gross        | Škoda Fabia S2000       | 2:20:13,2 | +4:21,5 | 4    |
| 9.   | Per-Gunnar Andersson | Emil Axelsson     | Proton Satria Neo S2000 | 2:20:32,8 | +4:41,0 | 2    |
| 10.  | Karl Kruuda          | Martin Järveoja   | Škoda Fabia S2000       | 2:20:46,1 | +4:54,4 | 1    |

### Rychlostní zkoušky
| Den                        | Zkouška | Čas   | Jméno         | Délka    | Vítěz                   | Čas     | Avg. spd.   | Vedoucí Rally     |
| -------------------------- | ------- | ----- | ------------- | -------- | ----------------------- | ------- | ----------- | ----------------- |
| 1. Etapa (26. – 27. srpen) | RZ1     | 21:15 | SSS Zlín      | 9.36 km  | Juho Hänninen           | 7:03.4  | 79.58 km/h  | Juho Hänninen     |
| 1. Etapa (26. – 27. srpen) | RZ2     | 9:38  | Biskupice 1   | 8.89 km  | Guy Wilks               | 4:41.0  | 113.89 km/h | Andreas Mikkelsen |
| 1. Etapa (26. – 27. srpen) | RZ3     | 10:11 | Pindula 1     | 12.95 km | Jan Kopecký             | 6:41.5  | 116.11 km/h | Jan Kopecký       |
| 1. Etapa (26. – 27. srpen) | RZ4     | 10:54 | Troják 1      | 28.69 km | Jan Kopecký             | 15:49.0 | 108.83 km/h | Jan Kopecký       |
| 1. Etapa (26. – 27. srpen) | RZ5     | 11:37 | Semetín 1     | 11.49 km | Bryan Bouffier          | 6:30.9  | 105.82 km/h | Jan Kopecký       |
| 1. Etapa (26. – 27. srpen) | RZ6     | 15:00 | Biskupice 2   | 8.89 km  | Freddy Loix             | 4:39.5  | 114.50 km/h | Jan Kopecký       |
| 1. Etapa (26. – 27. srpen) | RZ7     | 15:33 | Pindula 2     | 12.95 km | Juho Hänninen           | 6:37.2  | 117.37 km/h | Jan Kopecký       |
| 1. Etapa (26. – 27. srpen) | RZ8     | 16:16 | Troják 2      | 28.69 km | Freddy Loix Jan Kopecký | 15:44.7 | 109.33 km/h | Jan Kopecký       |
| 1. Etapa (26. – 27. srpen) | RZ9     | 16:59 | Semetín 2     | 11.49 km | Freddy Loix             | 6:27.1  | 106.86 km/h | Jan Kopecký       |
| 2. Etapa (28. srpen)       | RZ10    | 8:33  | Maják 1       | 22.69 km | Andreas Mikkelsen       | 12:26.8 | 109.38 km/h | Jan Kopecký       |
| 2. Etapa (28. srpen)       | RZ11    | 9:21  | Kudlovice 1   | 10.48 km | Andreas Mikkelsen       | 5:28.2  | 114.95 km/h | Jan Kopecký       |
| 2. Etapa (28. srpen)       | RZ12    | 9:54  | Halenkovice 1 | 24.37 km | Freddy Loix             | 12:51.5 | 113.72 km/h | Jan Kopecký       |
| 2. Etapa (28. srpen)       | RZ13    | 12:12 | Maják 2       | 22.69 km | Andreas Mikkelsen       | 12:11.6 | 111.65 km/h | Jan Kopecký       |
| 2. Etapa (28. srpen)       | RZ14    | 13:00 | Kudlovice 2   | 10.48 km | Andreas Mikkelsen       | 5:22.4  | 117.02 km/h | Jan Kopecký       |
| 2. Etapa (28. srpen)       | RZ15    | 13:33 | Halenkovice 2 | 24.37 km | Freddy Loix             | 12:35.5 | 116.12 km/h | Jan Kopecký       |